# سرگز
سرگز شهری در بخش احمدی شهرستان حاجی‌آباد استان هرمزگان ایران است.

## جمعیت
بر پایه سرشماری عمومی نفوس و مسکن در سال ۱۳۹۵ جمعیت این شهر ۱٬۱۵۷ نفر (۳۵۳ خانوار) بوده‌است.